# Eitoku Kanó

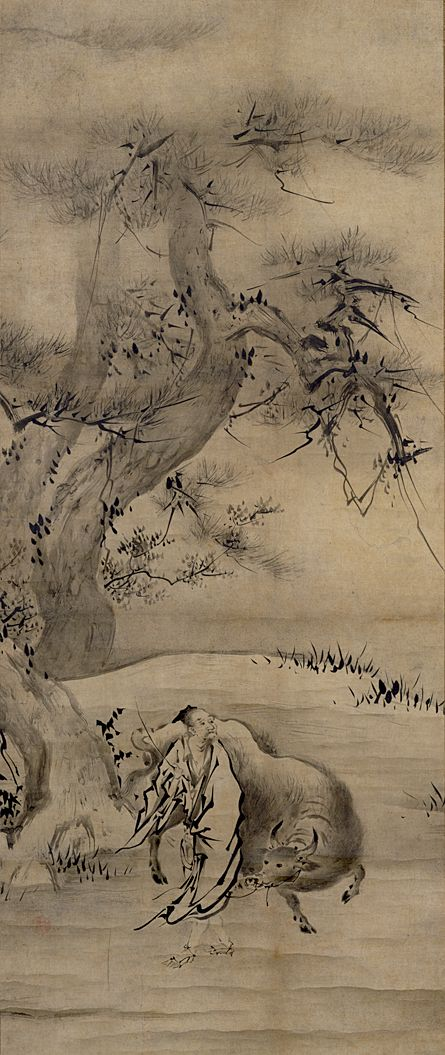
Čao Fu a jeho vůl, kresba tuší na svitku v čínském stylu, Eitoku Kanó, konec 16. století; chrám Daitoku-dži, Kjótó

Eitoku Kanó (japonsky 狩野 永徳, Kanó Eitoku) (16. února 1543, provincie Jamaširo, Kjótó – 12. října 1590) byl japonský malíř, žijící v Japonsku v období Azuči-Momojama (1568–1603). Byl jedním z nejvýznamnějších zakladatelů japonské malířské školy, školy Kanó.

## Život a dílo
Eitoku se narodil v Kjótu coby vnuk Motonoby Kanóa (1476–1559), zakladatele malířské školy Kanó a stal se jeho žákem. Jeho umělecký talent byl rozpoznán již v mládí. Pod Motonobuovým vedením rozvinul malířský styl svého dědečka, který byl ovlivněn čínským malířstvím. Stal se oficiálním malířem ke konci šógunátu Ašikaga (1336–1573).
Ve spolupráci se svým otcem Šóei Kanóem (1519–1592) vymaloval Eitoku nástěnné panely v obytné části představeného v chrámu Džukó-in zen-buddhistického klášterního komplexu Daitoku-dži v Kjótu. Z jeho tvorby se toho mnoho nedochovalo, a ani to málo, co se z jeho díla známe, nelze s jistotou připsat tomuto umělci. Většina jeho současníků byli buď jeho žáky, nebo byli jeho prací ovlivněni.
Mezi Eitokuovy mecenáše patřili Nobunaga Oda a Hidejoši Tojotomi. Jeho malby na skládací paraván bjóbu, posuvné dveře fusuma, na stěny a na strop zdobily Nobunagův hrad Azuči a Hidejošiho rezidenci v Kjótu a hrad v Ósace. Dochované soudobé záznamy ukazují, že Eitoku byl jedním z nejvyhledávanějších umělců své doby a měl mnoho bohatých a mocných mecenášů. Jeho přínos k uchování prominentního postavení školy Kanó nespočíval pouze v uměleckém talentu, ale také v jeho talentu organizačním a politickém. Eitoku dokázal zajistit stálý přísun zakázek a účinnou odbornou výchovu studentů a asistentů a v jednom okamžiku zachytil a úspěšně odklonil Hidejošiho zakázku původně určenou konkurenčnímu studiu Hasegawa, vedenému v té době zakladatelem školy Hasegawa, Tóhakuem Hasegawou.

## Styl
Pracoval s intenzivními pastózními barvami, nanášenými na zlatý podklad po příkladu soudobých čínských prací s lakem. Pro své rozměrné kompozice používal štětce ze slámy. Důvodem byla snaha o dosažení výraznějších linií. Eitoku Kanó si vybíral náměty z tradičního krajinářství čínského i japonského. Vytvářel nejen velké kompozice, ale i drobná moralizující dílka v japonsko-čínském tušovém stylu. Také tento styl převzala a dále rozšiřovala pozdní malířská škola Kanó. Eitokuovy malby jej ukazují jako dokonalého kreslíře, jehož malířský styl byl označen jako „monumentální styl“ (taiga). Tento způsob malby vyznačující se odvážnými, rychlými tahy štětcem s důrazem na popředí a motivy, které jsou velké vzhledem k obrazovému prostoru, se stal příznačný pro školu Kanó. Tradiční popis tohoto stylu byl kodifikován jeho pravnukem Einó Kanóem (1631–1697), který ho popsal v svém spise „Historie japonského malířství“ (anglicky: History of Japanese Painting, japonsky: Hončo gaši). Tento styl malby souvisel částečně s požadavky válečníků Nobunagy a Hidejošiho. Měl hlavně zdůraznit jejich bojové umění a politické postavení.
Bohužel, většina Eitokových prací byla zničena v turbulencích v období Sengoku. Nicméně ty, které dosud existují, svědčí nejen o jeho talentu, ale také o síle a bohatství jeho mecenášů Nobunagy a Hidejošiho a o velkoleposti kultury období Azuči-Momojama. Symbolická zobrazení, jako jsou bažanti, fénixové a stromy, jsou častým námětem jeho prací. Bažant, kupříkladu, je národním symbolem Japonska a bažanti jsou mytologickými posly sluneční bohyně Amaterasu.

## Obrazy
K dochovaným obrazům patří:
- Sü Jü vedle vodopádu, kresba tuší, Tokio, sbírka A. Ogury
- Čao Fu a jeho vůl, kresba tuší, Tokio, sbírka A. Ogury

## Galerie

Ukázka prací Eitoku Kanó
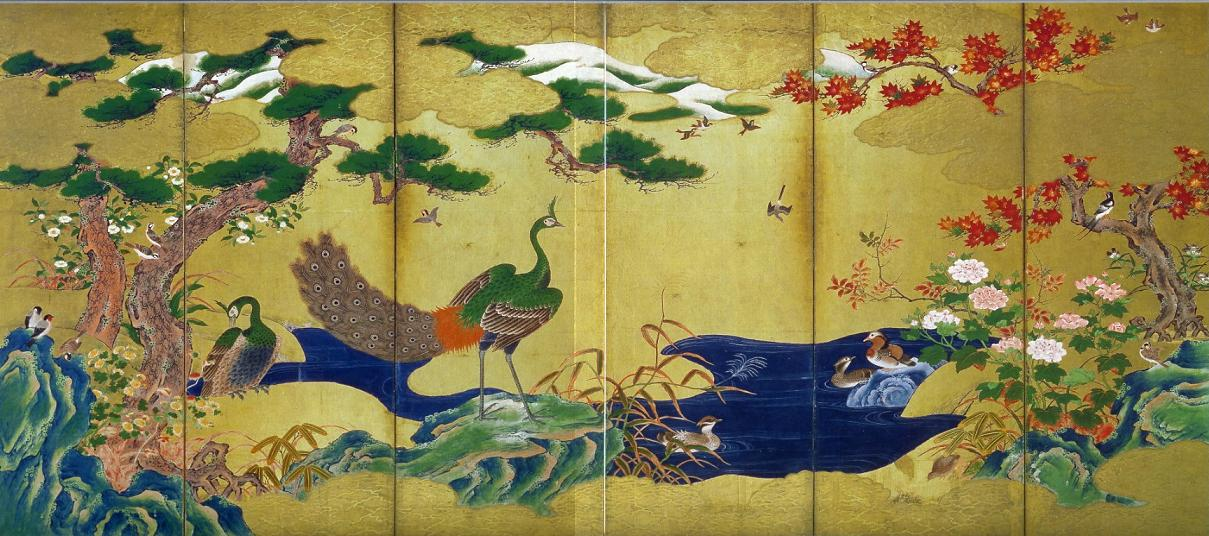
Květiny a ptáci čtyř ročních období
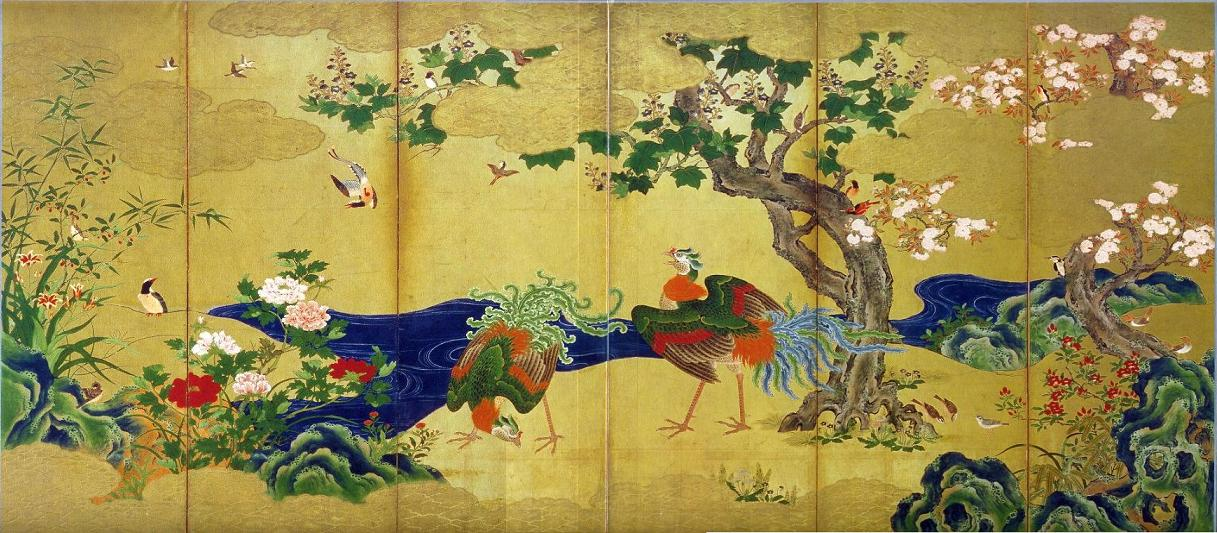
Květiny a ptáci čtyř ročních období
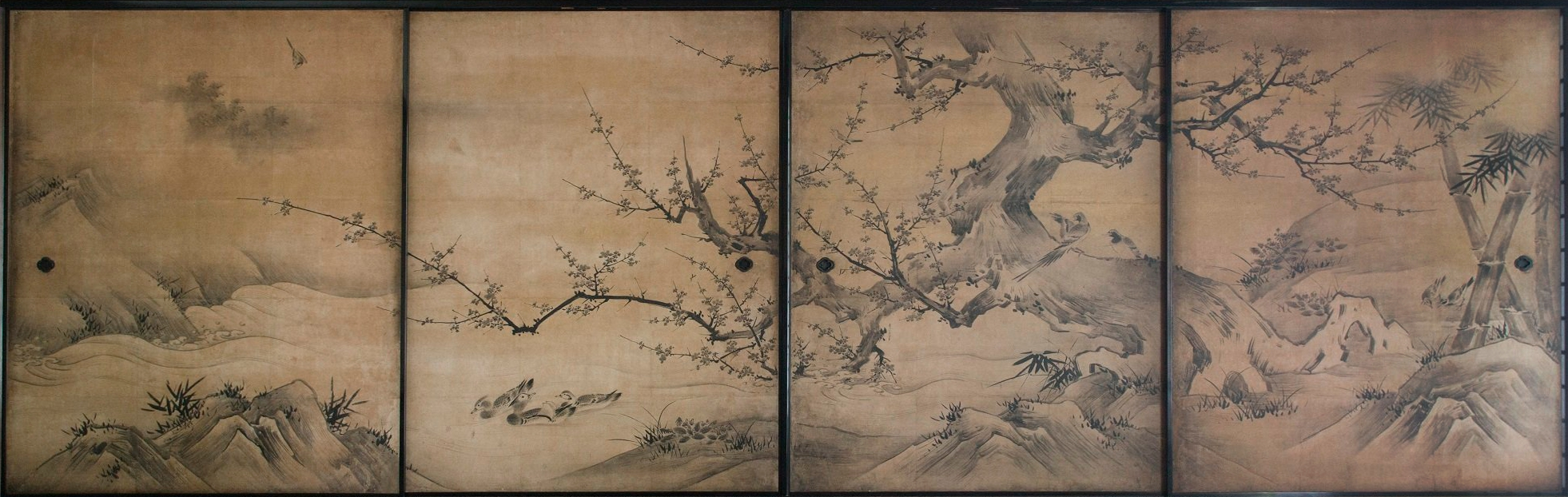
Květiny a ptáci čtyř ročních období
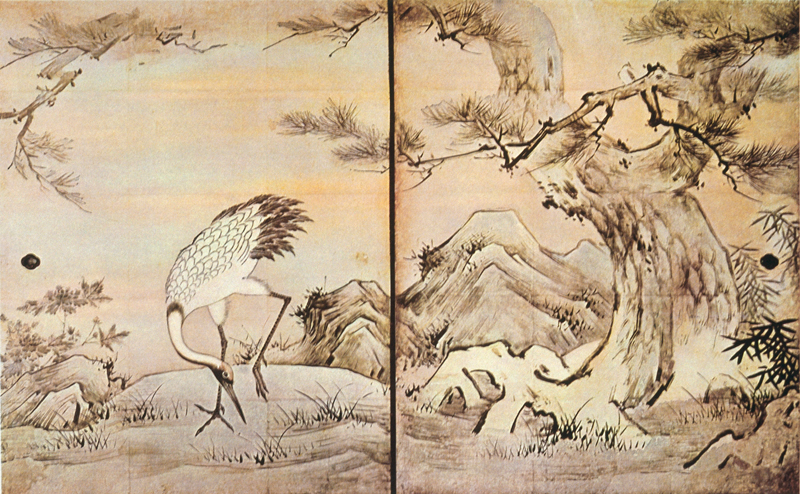
Květiny a ptáci čtyř ročních období, severní strana, inkust a zlato na papíru, 1566
Cypřiše
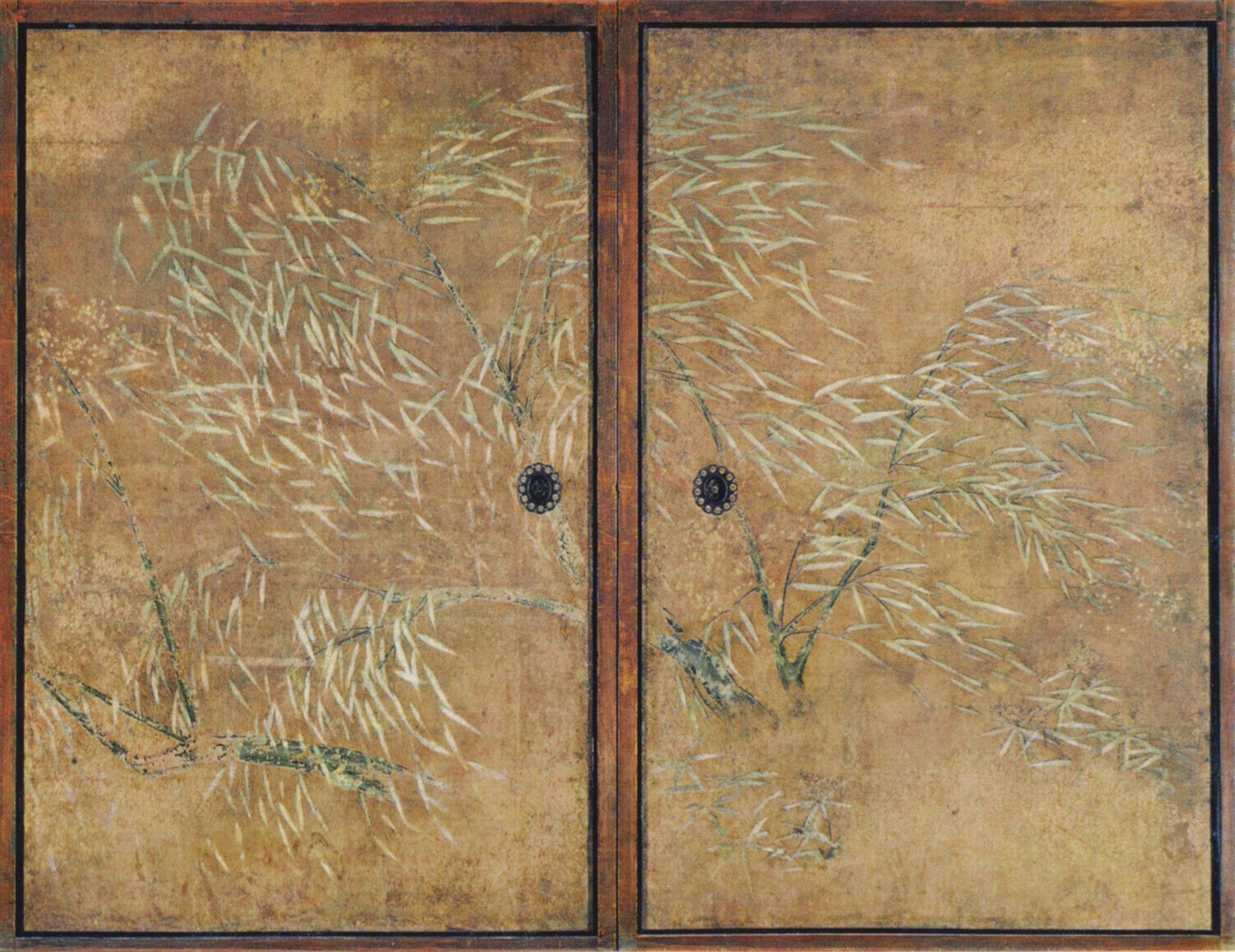
Vrby na posuvných dveřích
Čínští strážní lvi („Karadžiši“)